# Čierťaž (1102 m)
Čierťaž (1102 m n.p.m.) – szczyt w tzw. Sihlańskiej Płaninie w słowackich Rudawach Weporskich, na południe od wsi Lom nad Rimavicou. Stanowi kulminację rozciągniętego w kierunku wschód – zachód odcinka grzbietu, którego południowe stoki porośnięte są w większości lasami, natomiast północne – nagie, pokryte łąkami i pastwiskami. Na południowych stokach masywu znajdują się źródła rzeki Ipoli, natomiast na północnych – rzeki Rimawicy.
Z grzbietu nieco na zachód od szczytowej kulminacji oryginalne, rozległe widoki na Rudawy Weporskie. Wokół atrakcyjne tereny turystyczne, o stosunkowo dobrze zachowanym krajobrazie kulturowym. Przez szczyt wiedzie czerwono znakowany szlak turystyczny oraz przyrodnicza ścieżka dydaktyczna po źródłowych terenach Ipoli (słow. Náučný chodník k pramennej oblasti Ipľa).